# Hommage à Fürnberg

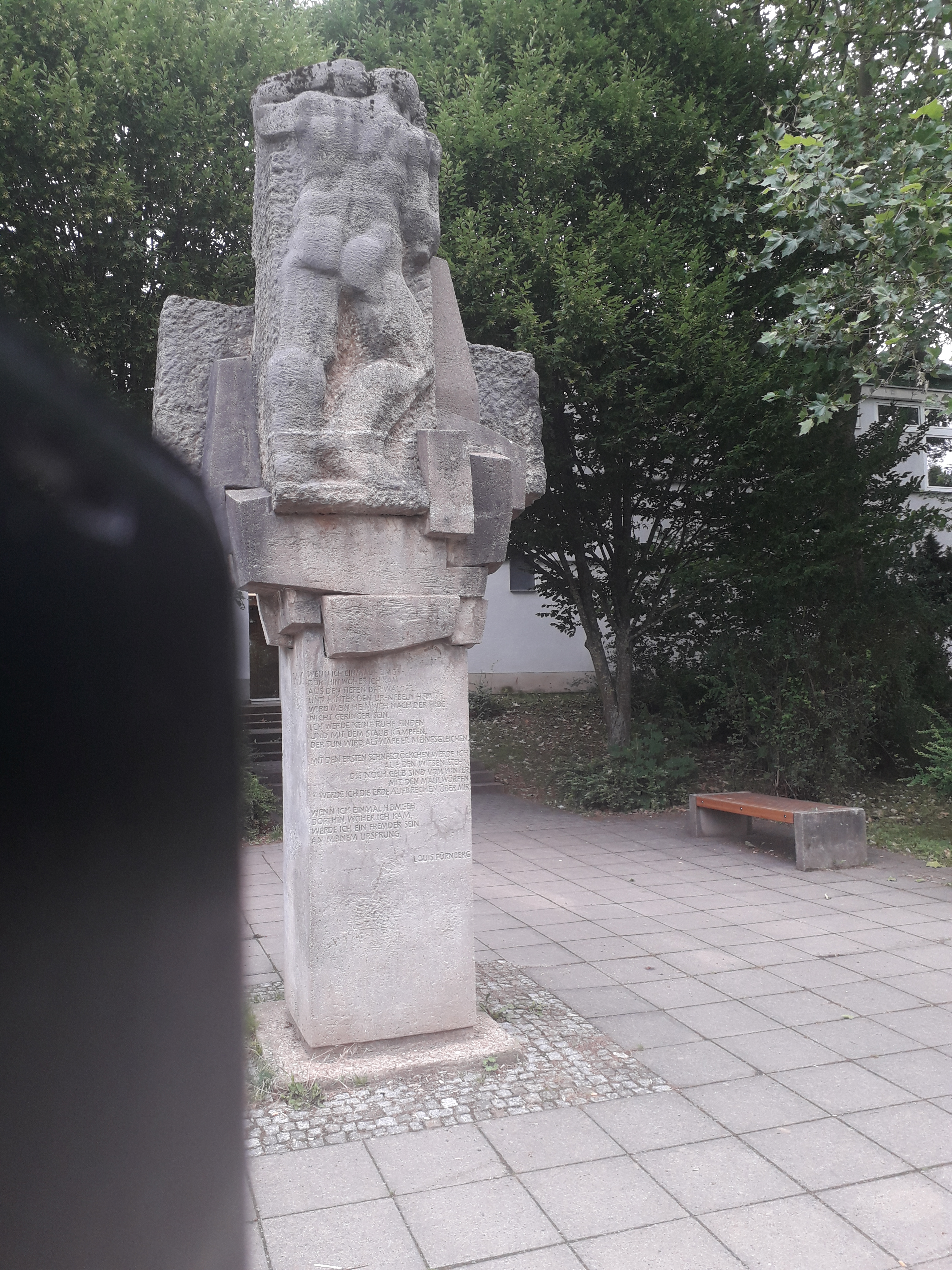
„Hommage à Fürnberg“ von Lutz Hellmuth und Dietmar Lenz

Hommage à Fürnberg ist eine von den Bildhauern Lutz Hellmuth und Dietmar Lenz errichtete Stele mit einem Text des tschechoslowakischen Dichters Louis Fürnberg, die seit 1982 am Dichterweg in Weimar steht. Sie befindet sich im Bereich unweit der staatlichen Grundschule „Louis Fürnberg“  in der Bodelschwinghstraße 78 und des Kindergartens. Neben figürlichen Darstellungen weist die vier Meter hohe Stele Textstellen von Louis Fürnberg auf, die aus seinem Poetischen Testament stammen.